# Talking Heads
Talking Heads foi uma banda americana de rock formada em 1975 na cidade de Nova Iorque. Formada pelo guitarrista e vocalista principal David Byrne, o baterista e vocalista de apoio Chris Frantz, a baixista e Vocalista de apoio Tina Weymouth e o tecladista e guitarrista Jerry Harrison, a banda ganhou notoriedade por fundir o rock e a new wave à world music principalmente a ritmos africanos. Além de serem precursores do que se tornaria a new wave, a banda também é uma das mais influentes e importantes da história da música.

## Biografia

### Início
O grupo foi formado em 1974 durante os estudos na Escola de Design de Rhode Island. No início, sob o nome de The Artistics (jocosamente chamado de The Autistics) formavam o grupo apenas David Byrne (vocal, guitarra) e Chris Frantz (bateria),  tocando e compondo músicas como Psycho Killer e Warning Sign. Em 1974, a namorada de Chris, Tina Weymouth (baixo), juntou-se a eles e então David mudou o nome da banda para Talking Heads.
A primeira grande apresentação da banda ocorreu no dia 8 de junho de 1975, quando fizeram a abertura do show dos Ramones no lendário CBGB's Club, em Nova Iorque. Em 1976 juntou-se mais um membro, Jerry Harrison (guitarrista e tecladista), um ex-membro dos The Modern Lovers outra grande referência novaiorquina. Rapidamente o grupo se articulou e conseguiu fechar um contrato com a Sire Records (associada da Warner Bros).

### 1977-1980
O primeiro compacto da banda lançou-se em 1977, "Love → Building on Fire". De setembro de 1977 data o primeiro álbum, Talking Heads: 77 que já mostrava o rock e o punk misturados com sons experimentais, por influência de grupos como Velvet Underground e da nova aspiração de Cleveland, Pere Ubu. Já as músicas "Uh-Oh, Love Comes to Town", "Psycho Killer" e "Pulled Up" foram lançadas como singles.
Em 1978, chegou o segundo trabalho do grupo, More Songs About Buildings and Food, numa colaboração com o produtor inglês Brian Eno, conhecido pelo seu trabalho com Roxy Music, David Bowie e Robert Fripp. Brian Eno se tornou uma espécie de "quinto elemento" do grupo e passou a colaborar com novos estilos musicais. É dessa época o cover de Al Green, "Take Me to the River". Este álbum teve uma melhor recepção pela crítica, o que deu certo nome à banda.
As experiências musicais continuaram com o trabalho de 1979, Fear of Music, cujo foco estava no flerte com o clima dark do pós-punk rock. A música "Life During Wartime" ficou famosa nesse momento.
Em 1980, lançaram Remain in Light e passaram a ter uma maior influência da world music, principalmente ritmos africanos. O trabalho "Once in a Lifetime" marcou esse processo.

### 1981-1991
Após lançar quatro LPs em 4 anos, o Talking Heads fica 3 anos produzindo apenas um e nesse ínterim lançam o trabalho ao vivo The Name of This Band Is Talking Heads.
Durante esse período, David Byrne lança dois trabalhos solo: My Life in the Bush with Ghosts, com Brian Eno; e a trilha sonora da peça de balé The Catherine Wheel. Chris Frantz e Tina Weymouth, influenciados pelo soul, dance e funk também formam um projeto alternativo, o Tom Tom Club, e lançam o primeiro álbum, que leva o nome da banda. Nessa época perdem o produtor Brian Eno, que passa a se dedicar à banda irlandesa U2.
Speaking in Tongues foi lançado em 1983, um trabalho mais comercial que gerou o primeiro grande sucesso da banda no Top 10 americano, "Burning Down the House". A turnê desse trabalho, intitulada "Stop Making Sense" e considerada uma das melhores da história do rock, foi a última da banda. O documentário desta tour foi filmado pelo então novato Jonathan Demme que anos depois ganharia o Oscar de melhor diretor por O Silêncio dos Inocentes. Em Stop Making Sense, álbum ao vivo de 1984, além de "Burning Down the House" temos uma poderosa versão para "Psycho Killer".
Após o lançamento de 1982 outros 3 trabalhos foram criados: em 1985 Little Creatures, em 1986 True Stories e em 1988 Naked. True Stories, trilha sonora para um estranhíssimo filme dirigido pelo proprio Byrne teve como hits "Radiohead" (que inclusive deu nome ao grupo inglês liderado por Thom Yorke, o Radiohead) e a contagiante "Wild Wild Life".
Com o passar do tempo, a banda cada vez mais passou a ficar em segundo plano, sob os pés do líder David Byrne. Após um espaço de 3 anos sem gravações e shows foi dada a "sentença definitiva". No dia 2 de dezembro de 1991, David Byrne anunciou o fim do grupo Talking Heads durante uma entrevista no Los Angeles Times. David Byrne seguiu carreira solo mas o grupo até hoje é uma referência de rock experimental, pop e criativo influenciando bandas atuais como Radiohead, Arcade Fire, The Killers, Clap Your Hands Say Yeah e, mais recentemente, artistas inspirados pelo worldbeat, como Vampire Weekend e Yeasayer.

## Membros
- David Byrne - Voz, Guitarra, Violão
- Chris Frantz - Bateria
- Tina Weymouth - Baixo, Teclado
- Jerry Harrison - Guitarra, Teclado

## Discografia
- 1977 Talking Heads: 77
- 1978 More Songs About Buildings and Food
- 1979 Fear of Music
- 1980 Remain in Light
- 1983 Speaking in Tongues
- 1985 Little Creatures
- 1986 True Stories
- 1988 Naked